# Désert du Néfoud
 (juillet 2014).
Si vous disposez d'ouvrages ou d'articles de référence ou si vous connaissez des sites web de qualité traitant du thème abordé ici, merci de compléter l'article en donnant les références utiles à sa vérifiabilité et en les liant à la section « Notes et références ».
Le désert du Néfoud  (arabe : صحراء النفود, ṣaẖrā' al-nefūd) est un désert de la partie Nord de la péninsule Arabique. Il occupe une grande dépression ovale, de 290 km de long et 225 km de large, pour une superficie de 78 000 à 103 600 km2, selon les délimitations.

## Géographie

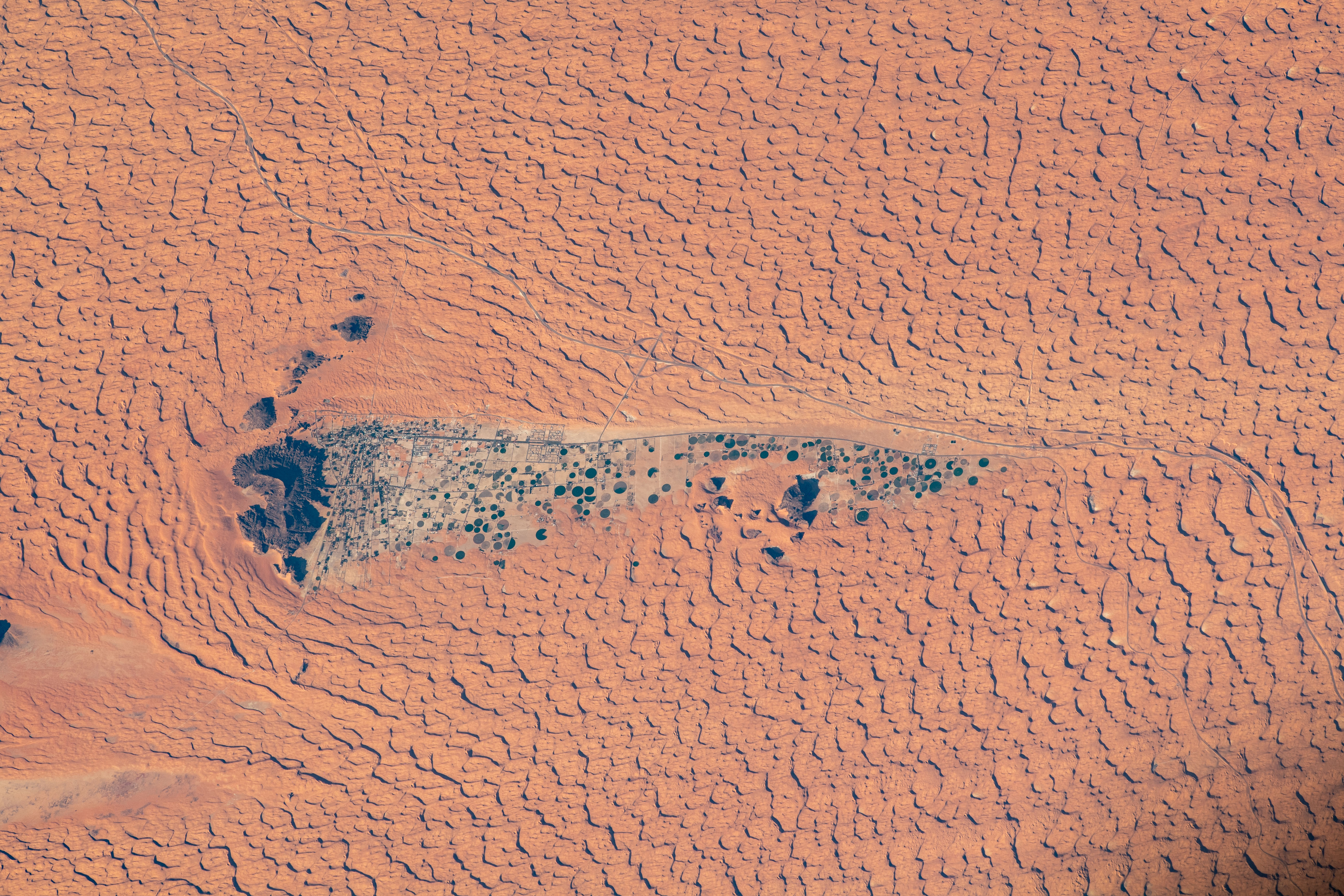
L'oasis de Jubbah au milieu du désert, photographie satellitaire de 2020.

Le Néfoud est un erg, traversé par des vents violents responsable de grandes dunes en forme de croissant, d'une hauteur pouvant atteindre 180 m. Il est couvert de sable rouge provenant de l'érosion de dépôts de grès aux formes étranges.
Il pleut une ou deux fois par an, en hiver, mais l'eau s'infiltre immédiatement. Il est possible que la pluie ne tombe pas pendant plusieurs années, comme entre 1998 et 2001. Il est tout aussi possible qu'il pleuve aussi plus de trois fois en hiver.
Dans certaines régions de plaine, près des montagnes du Hedjaz, des oasis permettent la culture de dattes, de légumes, d'orge et de fruits.
Le Néfoud est relié au Rub al-Khali par le désert d'ad-Dahna, un long couloir de plaines de gravier et de dunes de sable de 1 287 km de long et 24 à 80 km de large.

## Histoire
Au cours de la Révolte arabe de 1916-1918, les forces dirigées par Aouda Abou Tayi ont lancé une attaque surprise contre la garnison turque de la ville côtière d'Aqaba, par le côté Est peu défendu, en prenant une longue route en lisière du désert du Néfoud (bataille d'Aqaba, 6 juillet 1917). Le colonel T. E. Lawrence, bon connaisseur de ce désert avait demandé à Aouda de permettre à son groupe de combattants bédouins de traverser le Néfoud, ce qui lui fut refusé, car jugé non nécessaire. Le film Lawrence d'Arabie (1962) est inexact sur ce point.